# Guillermo Fernández-Shaw
Guillermo Fernández-Shaw Iturralde (Madrid, 26 de febrero de 1893 - íb., 17 de agosto de 1965) fue un libretista de zarzuela y periodista español.

## Vida y obra
Era hijo de Carlos Fernández Shaw y hermano de Rafael Fernández-Shaw, siguió estrictamente los pasos de su padre, tanto académicos, pues estudió Derecho en la Universidad de Madrid, como profesionales: se dedicó al periodismo siendo durante veinticinco años redactor del periódico conservador La Época; y destacó como libretista teatral y de zarzuela, con el mismo gracejo andaluz que su progenitor. Cuando falleció era director de la Sociedad General de Autores.
En su faceta de libretista, colaboró estrechamente con Federico Romero, anteriormente amigo de su padre, y como fruto de esta colaboración escribieron los libretos de:
- La canción del olvido (1916), para José Serrano Simeón;
- La serranilla (1919), para Ernesto Pérez Rosillo[2]
- Doña Francisquita (1923), para Amadeo Vives;
- El dictador (1923), para Rafael Millán Picazo;
- El caserío (1926), para Jesús Guridi;
- La meiga (1928), para Jesús Guridi;
- La rosa del azafrán (1930), para Jacinto Guerrero;
- Luisa Fernanda (1932), para Federico Moreno Torroba;
- La chulapona (1934), para Federico Moreno Torroba;
- La Cibeles (1936), para Jacinto Guerrero;
- La tabernera del puerto (1936), para Pablo Sorozábal; y
- La Lola se va a los puertos (1951), sobre un texto de Antonio y Manuel Machado, para Ángel Barrios.

Tras el fin de su colaboración con Federico Romero estrenó con su hermano Rafael Fernández-Shaw tres zarzuelas más:
- El canastillo de fresas (1951), para Jacinto Guerrero;
- El gaitero de Gijón (1953), para Jesús Romo; y
- María Manuela (1957), para Federico Moreno Torroba.

Su obra literaria se extendió también a la poesía y a la traducción de poetas como Edmond Rostand, Goethe o Schiller.

## Premios
Medallas del Círculo de Escritores Cinematográficos
| Año  | Categoría   | Película     | Resultado |
| ---- | ----------- | ------------ | --------- |
| 1950 | Mejor guion | La Revoltosa | Ganador   |

Otros reconocimientos
- Recibió la Legión de Honor francesa.[4]